# Czmykos
Czmykos (ukr. Чми́кос) – wieś na Ukrainie w rejonie kowelskim należącym do obwodu wołyńskiego.
Do 2020 w rejonie lubomelskim.

## Położenie
Na podstawie Słownika geograficznego Królestwa Polskiego i innych krajów słowiańskich: Czmykos to wieś w powiecie włodzimierskim, 49 wiorst od Włodzimierza.